# Cucullia terensis
Cucullia terensis là một loài bướm đêm trong họ Noctuidae.